# Allodorylaimus uniformis
Allodorylaimus uniformis (syn. Dorylaimus uniformis) is een rondwormensoort. De wetenschappelijke naam van de soort is voor het eerst geldig gepubliceerd in 1929 door Thorne.